# Elvis Osmani
Elvis Osmani (* 12. April 1996) ist ein kroatischer Fußballspieler.

## Karriere
Osmani begann seine Karriere in Österreich beim 1. Simmeringer SC. Danach ging er in die AKA Salzburg. 2014 wechselte er nach Deutschland zu RB Leipzig. 2015 wechselte er wieder nach Österreich, diesmal zum FC Liefering. Sein Profidebüt gab er am ersten Spieltag 2015/16 gegen den SK Austria Klagenfurt.
Nach der Saison 2015/16 verließ er den FC Liefering. Nachdem er ein halbes Jahr vereinslos gewesen war, wechselte Osmani im Februar 2017 in die Slowakei zum Drittligisten Inter Bratislava.